# Carlos Bueno
Pour les articles homonymes, voir Carlos Suárez (homonymie), Eber (homonymie), Bueno et Suarez.
Carlos Eber Bueno Suárez, né le 10 mai 1980 à Artigas, est un footballeur uruguayen. De 1999 à 2019, il évolue au poste d'attaquant.

## Biographie

### En club
Originaire d'Artigas dans le nord de l'Uruguay, Bueno est formé dans les rangs du plus grand club du pays, Penarol. Il débute à 19 ans en équipe première, évoluant durant 6 ans avec les Manyas et inscrivant 73 buts en 135 matchs.
Le 16 juillet 2003, à La Plata, l'attaquant fait ses premiers pas avec la Celeste face à l'Argentine (2-2).
Il signe au PSG durant l'été 2005, après avoir été écarté et déclaré "en rébellion" pendant 6 mois par son club mais la FIFA gèle ce transfert jusqu'en novembre en raison de contestations du Peñarol. Après que le club parisien ait obtenu gain de cause, Bueno et son coéquipier en sélection en partance, Cristian Rodríguez, lui aussi pour le PSG sont déclarés indésirables en sélection uruguayenne et suspendus. Les deux joueurs ne participent ainsi pas aux matchs de barrage de leur équipe face à l'Australie qualificatif pour la phase finale de la Coupe du monde 2006 (1-0 0-1 défaite aux tirs au but des Uruguayens).
Bueno fait finalement ses débuts en Ligue 1 lors de PSG - Nice (1-2) le 27 août 2005 après avoir été autorisé à jouer mais avant d'être de nouveau suspendu jusqu'à la décision finale de la FIFA.
Très peu utilisé au sein du club de la capitale (5 remplacements), El loco est barré par le capitaine Pauleta.
Lors de la saison 2006-2007, il est prêté par le PSG au Sporting Portugal (Portugal).
Dans un match mémorable, il inscrit un quadruplé le 3 février 2007 face au Nacional Madère (5-1) en disputant seulement les 30 dernières minutes de la rencontre. Ce seront ses seuls buts dans le championnat portugais en 14 matchs.
Pour son retour en sélection nationale après un an de suspension, il inscrit un doublé face à la Corée du Sud à Séoul et offre la victoire aux siens 2 à 0.
Le 22 août 2007, de retour de prêt au Paris Saint-Germain mais n'entrant pas dans les plans de Paul Le Guen, il décide de rompre son contrat, à l'amiable, avec le club de la capitale, de même que Cristian Rodriguez. Il s'engage quelques jours après avec le club argentin de Boca Juniors mais n'y reste que quatre mois (disputant 9 matchs pour un but).
En janvier 2008, il retourne dans son club formateur, le Peñarol. Retour plutôt payant puisqu'il inscrit 17 buts en 35 rencontres avec les noirs et jaunes. En août 2009, il revient en Europe et est prêté à la Real Sociedad qui évolue en deuxième division espagnole. Il a la lourde tâche de succéder à son compatriote Sebastián Abreu parti dans le championnat grec à l'Aris Salonique. Sa saison espagnole est bonne puisqu'il contribue personnellement au titre de champion de son équipe en inscrivant 12 buts en 33 rencontres. Mais en fin d'exercice, Joseba Llorente, Raúl Tamudo et Diego Ifrán s'engagent pour le club basque, signant ainsi le départ de l'Uruguayen. 
Durant l'été 2010, à 30 ans, il découvre un nouveau championnat en s'engageant pour l'Universidad de Chile. Il fait ses débuts avec le club chilien lors de la victoire des siens face au Club de Deportes Iquique (2-0) et inscrit son premier but sous ses nouvelles couleurs contre le Corporacion Deportiva Everton de Viña del Mar (5-1) le 15 août 2010. 
Après seulement 15 matchs (et 7 buts) avec l'Universidad Chile, Bueno annonce son départ pour le club mexicain du Querétaro FC en décembre 2010. Il signe pour 3 ans et brille sous ses nouvelles couleurs avec 23 buts en 45 matchs. Prêté en 2012 au club argentin de San Lorenzo où il inscrit 8 buts en 18 matchs, il retourne dans l'effectif du Querétaro FC à la fin de l'année.
Le 9 janvier 2013, le joueur choisit de se relancer à l'Universidad Católica. Après une dizaine de matchs, il repart jouer en Argentine, à Belgrano, puis à San Martín.
En mars 2015, lors d'un match contre Boca Juniors, il est victime d'un grave tacle qui lui cause une double fracture tibia-péroné.
Début d'année 2016, il signe en faveur du CA Sarmiento avant d'être licencié au mois de mars à la suite d'une soirée trop arrosée dans une boîte de la ville de Junín.
En juillet 2016, il signe au Liverpool Fútbol Club.

### En sélection
En équipe nationale Carlos Bueno compte 38 sélections durant lesquelles il a inscrit 20 buts. Il a disputé la Copa América 2004 au Pérou marquant 3 buts en 4 rencontres lors de cette phase finale.

## Palmarès
- Vainqueur du Championnat d'Uruguay 1999 avec Peñarol.
- Vainqueur du Championnat d'Uruguay 2003 avec Peñarol.
- Vainqueur de la Coupe de France 2006 avec le PSG
- Vainqueur de la Coupe du Portugal 2007 avec le Sporting Portugal
- Vainqueur du Championnat d'Espagne de football D2 2009-2010 avec la Real Sociedad

## Statistiques
| Saison                | Club                  | Championnat           | Championnat | Championnat | Coupe nationale | Coupe nationale | Coupe de la Ligue | Coupe de la Ligue | Compétition(s) continentale(s) | Compétition(s) continentale(s) | Compétition(s) continentale(s) | Uruguay | Uruguay | Total | Total |
| Saison                | Club                  | Division              | M.          | B.          | M.              | B.              | M.                | B.                | Comp.                          | M.                             | B.                             | M.      | B.      | M.    | B.    |
| 1999                  | Peñarol               | Primera División      | 4           | 2           | -               | -               | -                 | -                 | -                              | -                              | -                              | -       | -       | 4     | 2     |
| 2000                  | Peñarol               | Primera División      | 25          | 10          | -               | -               | -                 | -                 | -                              | -                              | -                              | -       | -       | 25    | 10    |
| 2001                  | Peñarol               | Primera División      | 30          | 8           | -               | -               | -                 | -                 | -                              | -                              | -                              | -       | -       | 30    | 8     |
| 2002                  | Peñarol               | Primera División      | 24          | 9           | -               | -               | -                 | -                 | -                              | -                              | -                              | 7       | 3       | 31    | 12    |
| 2003                  | Peñarol               | Primera División      | 26          | 18          | -               | -               | -                 | -                 | CL                             | 5                              | 1                              | 7       | 4       | 38    | 23    |
| 2004                  | Peñarol               | Primera División      | 11          | 10          | -               | -               | -                 | -                 | CS                             | 8                              | 8                              | -       | -       | 19    | 18    |
| 2005                  | Peñarol               | Primera División      | -           | -           | -               | -               | -                 | -                 | CL                             | 2                              | 0                              | -       | -       | 2     | 0     |
| 2005-2006             | Paris SG              | Ligue 1               | 12          | 0           | 3               | 2               | 1                 | 0                 | -                              | -                              | -                              | -       | -       | 16    | 2     |
| 2006-2007             | Sporting CP (prêt)    | Superliga             | 14          | 6           | 2               | 2               | -                 | -                 | C1                             | 2                              | 1                              | 1       | 2       | 19    | 11    |
| 2007-2008             | Boca Juniors          | Primera División      | 9           | 1           | -               | -               | -                 | -                 | CL                             | 1                              | 0                              | 3       | 1       | 13    | 2     |
| 2007-fév 2008         | Peñarol               | Primera División      | 14          | 12          | 8               | 3               | -                 | -                 | -                              | -                              | -                              | 2       | 2       | 24    | 17    |
| fév 2008-2009         | Peñarol               | Primera División      | 21          | 7           | -               | -               | -                 | -                 | CL                             | 2                              | 0                              | 4       | 1       | 27    | 8     |
| 2009-2010             | Real Sociedad (prêt)  | Segunda Division      | 32          | 12          | 1               | 0               | -                 | -                 | -                              | -                              | -                              | -       | -       | 33    | 12    |
| 2010                  | Universidad de Chile  | Primera División      | 15          | 7           | 4               | 0               | -                 | -                 | CL                             | 2                              | 1                              | -       | -       | 21    | 8     |
| déc 2010-2011         | Queretaro FC          | Primera División      | 17          | 9           | -               | -               | -                 | -                 | -                              | -                              | -                              | -       | -       | 17    | 9     |
| 2011-2012             | Queretaro FC          | Primera División      | 16          | 10          | 4               | 2               | -                 | -                 | -                              | -                              | -                              | -       | -       | 20    | 12    |
| jan 2012-2012         | San Lorenzo           | Primera División      | 15          | 6           | -               | -               | -                 | -                 | -                              | -                              | -                              | -       | -       | 15    | 6     |
| 2012-jan 2013         | Queretaro FC          | Primera División      | 11          | 1           | -               | -               | -                 | -                 | -                              | -                              | -                              | -       | -       | 11    | 1     |
| 2013                  | Universidad Católica  | Primera División      | 11          | 1           | -               | -               | -                 | -                 | -                              | -                              | -                              | -       | -       | 11    | 1     |
| Total sur la carrière | Total sur la carrière | Total sur la carrière | 296         | 128         | 22              | 9               | 1                 | 0                 | -                              | 22                             | 11                             | 24      | 13      | 365   | 161   |

### Équipe nationale
- Première sélection en Équipe d'Uruguay le 16 juillet 2003 (Argentine 2 - 2 Uruguay).
- 38 sélections, 20 buts en Équipe d'Uruguay entre 2003 et 2008.
- Participation à la Copa America 2004 (4 matchs - 3 buts).